# Tafeltennis op de Paralympische Zomerspelen 1988
Tafeltennis was een van de 18 sporten die werd beoefend tijdens de VIIIe Paralympische Spelen die in 1988 werden gehouden in het Zuid-Koreaanse Seoel. Vanaf dit jaar werden de Paralympische Zomerspelen weer in hetzelfde land als de Olympische Spelen gehouden.

## Evenementen
In totaal waren er 37 onderdelen op de Paralympics in 1988 bij het tafeltennis; zevenentwintig voor mannen en tien voor vrouwen
Mannen, individueel
- Klasse 1A
- Klasse 1A-4
- Klasse 1B
- Klasse 1C
- Klasse 2
- Klasse 3
- Klasse 4
- Klasse C5
- Klasse C6
- Klasse TT Open
- Klasse TT2
- Klasse TT3
- Klasse TT4
- Klasse TT5
- Klasse TT6
- Klasse TT7

Mannen, dubbel
- Klasse 1A
- Klasse 1B
- Klasse 1C
- Klasse 2
- Klasse 3
- Klasse 4
- Klasse C5-C8
- Klasse TT2
- Klasse TT5
- Klasse TT6
- Klasse TT7

Vrouwen, individueel
- Klasse 2
- Klasse 2-4
- Klasse 3
- Klasse 4
- Klasse TT Open
- Klasse TT6
- Klasse TT7

Vrouwen, dubbel
- Klasse 2
- Klasse 4
- Klasse TT6

## Mannen

### Dubbel
| Rank | Land             |
| ---- | ---------------- |
| 1    | Zuid-Korea       |
| 2    | Zwitserland      |
| 3    | Verenigde Staten |

| Rank | Land           |
| ---- | -------------- |
| 1    | West-Duitsland |
| 2    | Noorwegen      |
| 2    | Oostenrijk     |

| Rank | Land           |
| ---- | -------------- |
| 1    | West-Duitsland |
| 2    | Zuid-Korea     |
| 3    | België         |

| Rank | Land           |
| ---- | -------------- |
| 1    | Oostenrijk     |
| 2    | Zuid-Korea     |
| 2    | West-Duitsland |

| Rank | Land                |
| ---- | ------------------- |
| 1    | Zuid-Korea          |
| 2    | Oostenrijk          |
| 3    | Verenigd Koninkrijk |

| Rank | Land           |
| ---- | -------------- |
| 1    | West-Duitsland |
| 2    | Zuid-Korea     |
| 2    | Hongkong       |

| Rank | Land    |
| ---- | ------- |
| 1    | Zweden  |
| 2    | België  |
| 3    | Ierland |

| Rank | Land           |
| ---- | -------------- |
| 1    | Frankrijk      |
| 2    | Zuid-Korea     |
| 2    | West-Duitsland |

| Rank | Land           |
| ---- | -------------- |
| 1    | West-Duitsland |
| 2    | Frankrijk      |
| 3    | Hongarije      |

| Rank | Land      |
| ---- | --------- |
| 1    | Nederland |
| 2    | Japan     |
| 2    | Hongarije |

| \| Rank \| Land \| \| ---- \| -------------- \| \| 1 \| West-Duitsland \| \| 2 \| Zweden \| \| 3 \| Denemarken \| |                |
| Rank | Land           |
| 1 | West-Duitsland |
| 2 | Zweden         |
| 3 | Denemarken     |

### Individueel
| Klasse         | land | Goud            | land | Zilver                 | land | Brons                  |
| -------------- | ---- | --------------- | ---- | ---------------------- | ---- | ---------------------- |
| Klasse 1A      | KOR  | Hae Gon Lee     | KOR  | Sung Hoon Kang         | FIN  | Matti Launonen         |
| Klasse 1A-4    | USA  | Michael Dempsey | FRA  | Guy Tisserant          | FRG  | Herbert Velroyen       |
| Klasse 1B      | AUT  | Rudolf Hajek    | FRG  | Bruno Hassler          | NOR  | Svein Bjornar Simensen |
| Klasse 1C      | FRG  | Manfred Emmel   | FRG  | Rudolf Jaksch          | FRA  | Daniel Jeannin         |
| Klasse 2       | FRA  | Michel Peeters  | KOR  | Young Soo Kim          | AUT  | Fritz Altendorfer      |
| Klasse 3       | AUT  | Peter Starl     | KOR  | Ki Hoon Kim            | AUT  | Christian Sutter       |
| Klasse 4       | FRG  | Thomas Kreidel  | FRG  | Peter Schmidt          | USA  | Michael Dempsey        |
| Klasse C5      | NED  | Harold Kersten  | JPN  | Koji Inada             | BEL  | Eric Hollander         |
| Klasse C6      | SWE  | Thomas Axelsson | SWE  | Mikael Westling        | KOR  | Kyung Sik Kim          |
| Klasse TT Open | FRA  | Claude Chedeau  | FRG  | Manfred Knabe          | DEN  | Torben Pehrsson        |
| Klasse TT2     | FRA  | Guy Tisserant   | FRG  | Herbert Velroyen       | FRA  | Michel Gauducheau      |
| Klasse TT3     | FRG  | Thomas Kurfess  | FRG  | Rainer Schmidt         | FRG  | Stephan Welting        |
| Klasse TT4     | GBR  | David Hope      | FRA  | Marc Piras             | FRG  | Klaus Mueller          |
| Klasse TT5     | KOR  | Kwang Jin Kim   | FRG  | Thomas Schmitt         | HUN  | Attila Szepesi         |
| Klasse TT6     | FIN  | Kimmo Jokinen   | DEN  | Torben Pehrsson        | SWE  | Jorgen Nilsson         |
| Klasse TT7     | FRG  | Manfred Koller  | YUG  | Svetislav Dimitrijevic | DEN  | Frands Havaleschka     |

## Vrouwen

### Dubbel
| Rank | Land                |
| ---- | ------------------- |
| 1    | Zwitserland         |
| 2    | Verenigd Koninkrijk |
| 3    | West-Duitsland      |

| Rank | Land             |
| ---- | ---------------- |
| 1    | Verenigde Staten |
| 2    | West-Duitsland   |
| 2    | Oostenrijk       |

| \| Rank \| Land \| \| ---- \| ----------- \| \| 1 \| Zwitserland \| \| 2 \| Frankrijk \| \| 3 \| Zweden \| |             |
| Rank | Land        |
| 1 | Zwitserland |
| 2 | Frankrijk   |
| 3 | Zweden      |

### Individueel
| Klasse         | land | Goud                | land | Zilver                 | land | Brons                  |
| -------------- | ---- | ------------------- | ---- | ---------------------- | ---- | ---------------------- |
| Klasse 2       | SUI  | Elisabeth Bisquolm  | FRG  | Ruth Lamsbach          | NED  | Jolanda Paardekam      |
| Klasse 2-4     | USA  | Jennifer Johnson    | AUT  | Gabriele Kirchmair     | FRG  | Christiane Weninger    |
| Klasse 3       | FRG  | Christiane Weninger | USA  | Jennifer Johnson       | NOR  | Inger Lise Andersen    |
| Klasse 4       | USA  | Terese Terranova    | FRG  | Monika Sikora          | AUT  | Hildegard Fetz         |
| Klasse TT Open | CHN  | Xiaoling Zhang      | BEL  | Ingrid Borre           | SWE  | Marie-Louise Andersson |
| Klasse TT6     | FRA  | Bernadette Darvand  | SWE  | Marie-Louise Andersson | CHN  | Yu Cheng               |
| Klasse TT7     | CHN  | Guiyun Hua          | DEN  | Marianne Baertelsen    | FRG  | Birgit Bauer           |

Atletiek · Bankdrukken · Basketbal · Boogschieten · Boccia · CP-voetbal · Gewichtheffen · Goalball · Judo · Koersbal · Schermen · Schietsport · Snooker · Tafeltennis · Tennis · Volleybal · Wielersport · Zwemmen
Rome 1960 ·
Tokio 1964 ·
Tel Aviv 1968 ·
Heidelberg 1972 ·
Toronto 1976 ·
Arnhem 1980 ·
New York & Stoke Mandeville 1984 ·
Seoel 1988 ·
Barcelona 1992 ·
Atlanta 1996 ·
Sydney 2000 ·
Athene 2004 ·
Peking 2008 ·
Londen 2012 ·
Rio de Janeiro 2016 ·
Tokio 2020 ·
Parijs 2024 ·
Los Angeles 2028